# Vakreferent
Aan universiteiten, hogescholen en wetenschappelijke instituten is de vakreferent de persoon die vakgroepen ondersteunt bij de aanschaf van vakliteratuur. Ook grote openbare en universiteitsbibliotheken hebben voor specifieke terreinen vaak een vakreferent in dienst. Afhankelijk van de grootte van de instelling worden één of meerdere vakreferenten in dienst genomen die elk werken rond een specifiek vakgebied. Doorgaans verzorgt de vakreferent ook infosessies voor studenten en onderzoekers rond het gebruik van het aanbod van de eigen bibliotheek, en het correct aanwenden van academische informatiebronnen in het algemeen. Soms wordt de vakreferent aangeduid met de titel wetenschappelijk bibliothecaris.
Het beroep evolueerde geleidelijk van een functie die vragen van gebruikers rechtstreeks behandelde, naar een meer coördinerende functie voor het organiseren van de collectievorming en het bijbrengen van informatievaardigheden. Het groeiende aandeel van elektronische gegevensbronnen bij de academische praktijk zorgt ervoor dat de vakreferent zich steeds meer ontwikkelt tot informatiespecialist.
De vakreferent blijft voor studenten en faculteitsmedewerkers evenwel het aanspreekpunt voor:
- Vragen over producten en diensten van de bibliotheek
- Hulp bij het zoeken en beoordelen van literatuur
- Vragen over de collectie op een bepaald vakgebied
- Aankoopsuggesties
- (Materiële) schenkingen en donaties

Vakreferenten hebben doorgaans een universitair diploma in het vakgebied waarvoor ze verantwoordelijk zijn, aangevuld met een diploma informatie- en bibliotheekwetenschappen.